# Albarracín
Albarracín (spanskt uttal: [alβaraˈθin]) är en ort och kommun i provinsen Teruel i den autonoma regionen Aragonien i nordöstra Spanien. Orten ligger vid floden Guadalaviar, cirka 29,5 kilometer väster om Teruel. Kommunen har 1 002 invånare (2024), på en yta av 452,43 km².